# Epicephala stauropa
Epicephala stauropa är en fjärilsart som beskrevs av Edward Meyrick 1908. Epicephala stauropa ingår i släktet Epicephala och familjen styltmalar. Inga underarter finns listade i Catalogue of Life.